# 5. maj Festen 1946
5. maj Festen 1946 er en dansk dokumentarisk optagelse fra 1946. Filmen viser byen Fjerritslevs byfest i anledning af årsdagen for Danmarks befrielse. 

## Handling
5. maj fejring 1946. Kæmpe kø for at købe cigaretter. Folk er mødt op til tale i en park. Spejdere viser deres færdigheder og har bygget en forhindringsbane til børnene. Fyrværkeri. Fjerritslevs gader er oversvømmet efter kraftigt regnvejr.
Byfesten i Fjerritslev 1946. Lørdag: Et hornorkester og børneoptog marcherer gennem byen. To mænd går gennem byen med en lirekasse og samler ind. Mændenes tovtrækning på festpladsen. Søndag: Vognoptog gennem byen med udklædte børn i flotte dekorationer. Børnenes udstillinger kører til festpladsen. Kvindelig akrobat laver opvisning i trapez. Festpladsen med gøgl, lirekasser, tombola, madboder, fodboldkamp i udklædning, boksekamp, vægtløftning, gymnastikopvisning, dilettantteater på indendørs scene (mørkt og uskarpt). Byfesten afsluttes med fyrværkeri.